# Ars moriendi

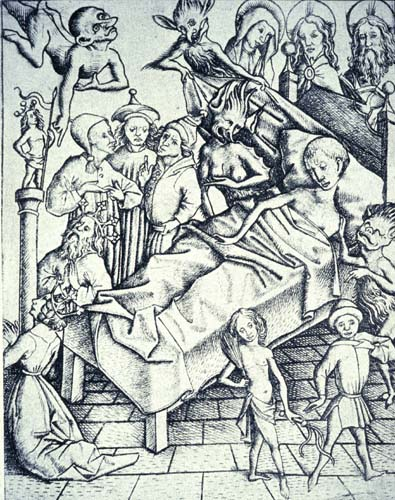
Ars moriendi, grafika z XV w. autor Mistrz E.S.

Ars moriendi (łac. sztuka umierania) – motyw umierania w literaturze i sztuce średniowiecznej, częsty temat ikonograficzny. Występuje on także jako ars bene moriendi, czyli sztuka dobrego umierania.
Sformułowanie ars morendi (sztuka umierania) pojawiło się w tytułach późnośredniowiecznych traktatów moralistycznych, których tematyka kształtowała się już w okresie wczesnego chrześcijaństwa w nawiązaniu do niektórych, zwłaszcza stoickich kierunków starożytnej filozofii.”
Według pojmowania śmierci przez ludzi średniowiecza motyw Ars moriendi wiąże się z momentem sądu nad zmarłym i orzeczenia czy został zbawiony czy potępiony. Początkowo nazwa ta określała zbiory poleceń dla kapłanów towarzyszących umierającemu. W wieku XIV nastąpiło rozpowszechnienie tekstów tego typu, przestały być dostępne wyłącznie klerowi. Autorzy popularnych podręczników „dobrego umierania” zawierali w nich praktyczne porady dla umierającego, często też puszczali wodze własnej fantazji, podawali recepty na zbawienie, często sprzeczne z religią. Takie publikacje, zawierające twierdzenie, że ostateczne losy człowieka zależą od sądu rozgrywającego się już na łożu śmierci były związane z nieupowszechnieniem w świadomości ludzi dogmatu czyśćca.
Punkt ciężkości w Ars moriendi leży na przebywaniu umierającego (zwanego moribundem) na łożu śmierci. Otacza je grono znajomych i krewnych. Po duszę zmarłego, przedstawianą jako małego człowieka (homunculus, plastyczne przedstawienie rozdzielenia duszy z ciałem) wydostającego się przez usta zmarłego, przybywają siły dobra i zła, aniołowie i diabli. Rozgrywa się między nimi walka, psychomachia. Pomyślne przejście próby oznacza zbawienie, dobra śmierć może odkupić złe życie.
Na początku renesansu (za sprawą kaznodziejów, m.in. Savonaroli) rozważano także, poza chwilą śmierci, życie dobrze lub źle przeżyte.
Akademickimi przykładami ars moriendi są Pieśń o Rolandzie i Legenda o świętym Aleksym.
Przykładem podręcznika tego typu jest Ars moriendi, przypisywana niegdyś Mateuszowi z Krakowa.